# Sara Isaković
Sara Isaković (Bled, 9 giugno 1988) è un'ex nuotatrice slovena.

## Carriera
Specializzata nello stile libero, ha partecipato alle gare dei 50m, 100m, 200m sl e alla staffetta 4x200m sl all'Olimpiade di Atene 2004. Agli Europei di Eindhoven ha vinto la medaglia d'oro dei 200m sl, approfittando anche dell'assenza di Laure Manaudou e della squalifica in batteria di Federica Pellegrini. Ha vinto la medaglia d'argento ai giochi olimpici di Pechino 2008.

## Palmarès
- Olimpiadi

Pechino 2008: argento nei 200m sl.
- Europei

Eindhoven 2008: oro nei 200m sl.
Debrecen 2012: bronzo nella 4x200m sl.
- Giochi del Mediterraneo

Almería 2005: argento nei 200m sl e nei 400m sl.
- Universiadi

Bangkok 2007: argento nei 200m sl e bronzo nei 200m farfalla.
Belgrado 2009: oro nei 200m sl.
- Europei giovanili

Lisbona 2004: oro nei 100m sl e nei 200m sl.